# Numerele de înmatriculare auto în Regatul Unit

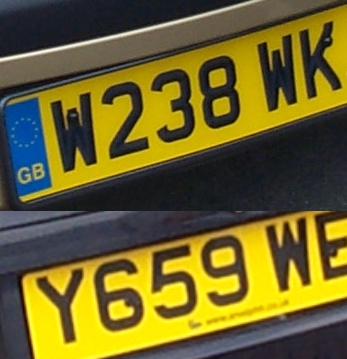
Numere de înmatriculare britanice

Numerele de înmatriculare în Regatul Unit sunt plăci de numere utilizate pentru a afișa marca de înmatriculare a unui vehicul și au existat în Regatul Unit din 1904. Cele mai multe vehicule cu motor, care sunt utilizate pe drumurile publice, sunt obligate prin lege să afișeze aceste plăcuțe.

## Codurile în ordine alfabetică pentru Irlanda de Nord
- AZ — Belfast
- BZ — Down
- CZ — Belfast
- DZ — Antrim
- EZ — Belfast
- FZ — Belfast
- GZ — Belfast
- HZ — Tyrone
- IA— Antrim
- IB — Armagh
- IG — Fermanagh
- IJ — Down
- IL — Fermanagh
- IW — Londonderry
- JI — Tyrone
- JZ — Down
- KZ — Antrim
- LZ — Armagh
- MZ — Belfast
- NZ — Londonderry
- OI — Belfast
- OZ — Belfast
- PZ — Belfast
- RZ — Antrim
- SZ — Down
- TZ — Belfast
- UI — Derry City
- UZ — Belfast
- VZ — Tyrone
- WZ — Belfast
- XI — Belfast
- XZ — Armagh
- YZ — Londonderry